# Rock for Nature

Zuschauer vor der Hauptbühne am Sonntagnachmittag

Das Öko-Open-Air-Festival Rock for Nature fand vom 21. bis 24. August 2008 zum ersten Mal in Wolpertshausen bei Schwäbisch Hall statt. Das Motto des Festivals war „Gen Tec – Nein Danke!!“. Über 50.000 Besuchern waren an den vier Tagen vor Ort.
Das Festival ist das erste zertifizierte Öko-Open-Air-Festival in Deutschland. Der TÜV Nord hat die Zertifizierung durchgeführt.

## Künstler
Wir sind Helden, Nena, Roger Hodgson, Joe Cocker, Ich + Ich, Scorpions
Außerdem waren noch diese Newcomerbands mit dabei:
- Donnerstag: Reggae Minister, Hautnah, ABBA Revival Band, MordoM
- Freitag: Gonzo & Friends, The Poem Is You, Float, Nena Supporter, tune Circus, Submarien, Basement, Push, bk Allstars
- Samstag: Stone the Crow, Hautnah, True Calling, Friends Live, ABBA Revival Band, Joy Fleming, Peaches in Wonderland, Die dicken Kinder, Wendrsonn, Double Gun
- Sonntag: Gospel Alive, Donny Vox & Band, Radiopilot, Lightwood, Human Zoo, Good News, Scheinfrei?, Magic acustic Guitars, Alley Cats, EDSP

## Rahmenprogramm
Am Rande des Festivals gab es diverse Vorträge und Diskussionen zum Thema „Gen Tec – Nein Danke!!“. Redner waren Vandana Shiva (Trägerin des alternativen Nobelpreises, Indien), Percy Schmeiser (Landwirt, Träger des alternativen Nobelpreises, Kanada), Jeffrey Smith (Institute for Responsible Technologies, USA) und Aldo Gonzalez (Mexiko).
Dabei ging es um diese Themen:
- „Biogas zwischen Kreislaufwirtschaft und Industrie“ – von Dieter Schäfer
- „Der Gentechnikfilz – Verflechtungen der Industrie, Behörden und Politik“ – von Antje Lorch (ifrik research Institute, Niederlande)
- „Das Grundrecht auf Gentechnikfreiheit – Durchsetzung regionaler Selbstbestimmung!“
  - Georg Janßen (Geschäftsführer Arbeitsgemeinschaft bäuerliche Landwirtschaft e.V.)
  - Jeffrey Smith (Institute for Responsible Technologies, USA)
  - Roman Sniady (Polsko Wolna od GMO, Gentechnikfreies Polen)
  - Gualtar Barbas Baptista (GAIA, Portugal)
- Kennzeichnung „Ohne Gentechnik“ – von Christoph Zimmer (Bäuerliche Erzeugergemeinschaft Schwäbisch Hall)
- „Imker auf der Flucht – Das Deutsche Gentechnik(un)recht?“ von Walter Haefeker (Vorstandsmitglied des Deutschen Berufs- und Erwerbsimkerbundes, Präsident der European Beekeepers Association)
- „Ohne Gentechnik erfolgreich am Markt“ – von Klaus Freidler (Geschäftsführer und Inhaber von Albgold)
- „Peace with Nature – Lebensgrundlagen bewahren“, Podiumsgespräch mit:
  - Carlo Petrini (Präsident Slow Food International)
  - Vandana Shiva (Trägerin des alternativen Nobelpreises, Vizepräsidentin Slow Food International, Indien)
  - Gerald Herrmann (Ehemaliger IFOAM Weltpräsident)
  - Claus-Peter Hutter (Präsident NatureLife International)
  - Percy Schmeiser (Landwirt und Träger des alternativen Nobelpreises, Kanada)
  - Jeffrey Smith (Institute for Responsible Technologies, USA)
  - Rudolf Bühler (Gründer und Vorsitzender der Bäuerlichen Erzeugergemeinschaft Schwäbisch Hall)
- „Gentechnikfrei einkaufen“ von Alexander Hissting (Greenpeace Deutschland)
- „Baumwolle – natürlich ohne Gentechnik?“ von Steffi Ober (Gentechnik Referentin NABU)
- „Alte Landsorten am Beispiel der Alblinsen“ von Roman Lenz (Hochschule Nürtingen, Vorsitzender Slow Food Convivium Stuttgart)
- „Der Saatgut-Schwindel“ von Jeffrey Smith (Institute for Responsible Technologies, USA)
- „Transgene mutierte Sorten“ in der Wiege des Maises von Aldo Gonzalez (Mexiko)
- „Verklagt von Monsanto – Bauern unter dem Druck von Großkonzernen“ von Percy Schmeiser

Des Weiteren gab es noch verschiedene Filme zum Thema Gentechnik.

## Bilanz
Laut einem Bericht der Stuttgarter Zeitung fiel die finanzielle Bilanz des Festivals ernüchternd aus. Es sei nur durch 46.000 Freikarten gerettet worden. Dem Veranstalter drohe nun ein großes Defizit, da man für eine positive Bilanz 20.000 zahlende Besucher gebraucht hätte, aber nur 8.000 kamen.